# Paradança
Paradança é uma povoação portuguesa do Município de Mondim de Basto que foi sede da extinta Freguesia de Paradança, freguesia que tinha 8,09 km² de área e 358 habitantes (2011), e, por isso, uma densidade populacional de 44,3 hab/km².
A Freguesia de Paradança foi extinta (agregada) pela reorganização administrativa de 2012/2013, tendo o seu território sido agregado ao da Freguesia de Campanhó para criar a União de Freguesias de Campanhó e Paradança.

## População

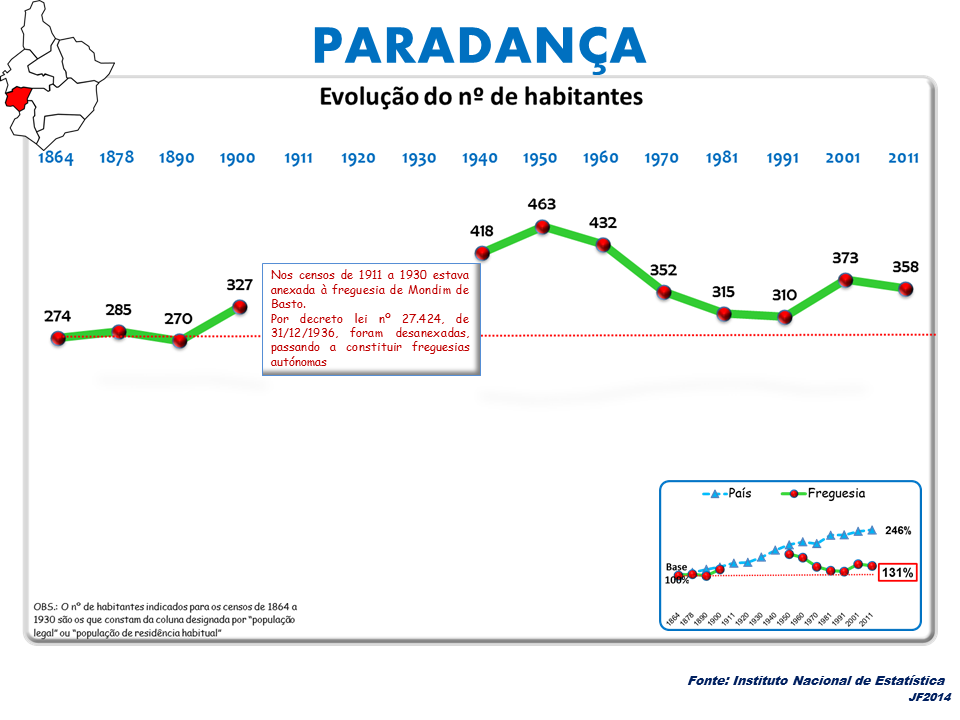
Evolução da População 1864 / 2011
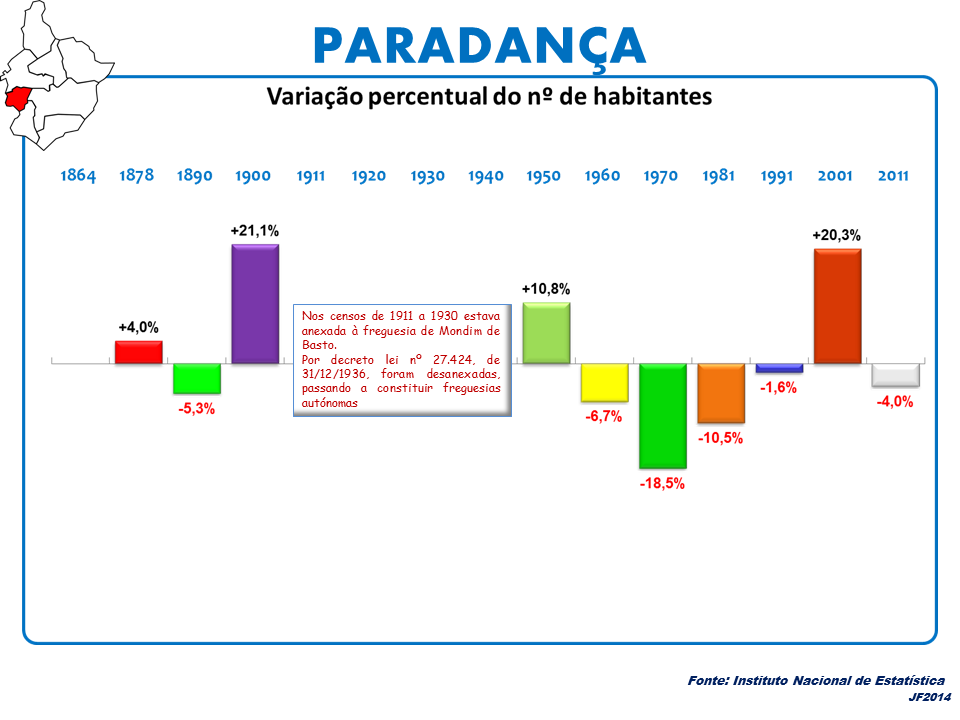
Variação da População 1864 / 2011
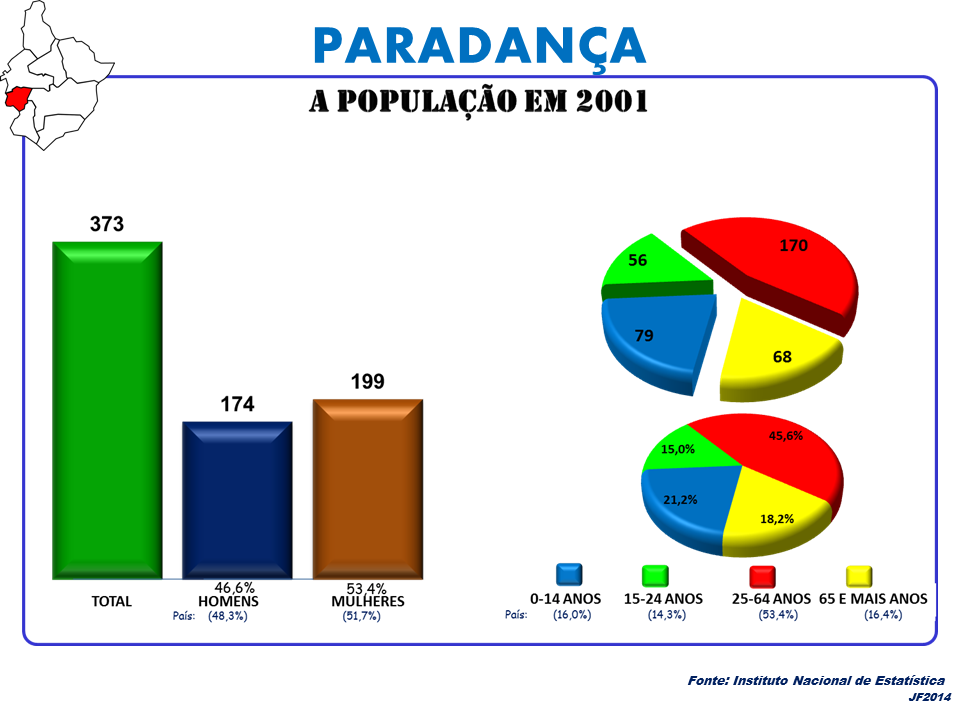
A População em 2001
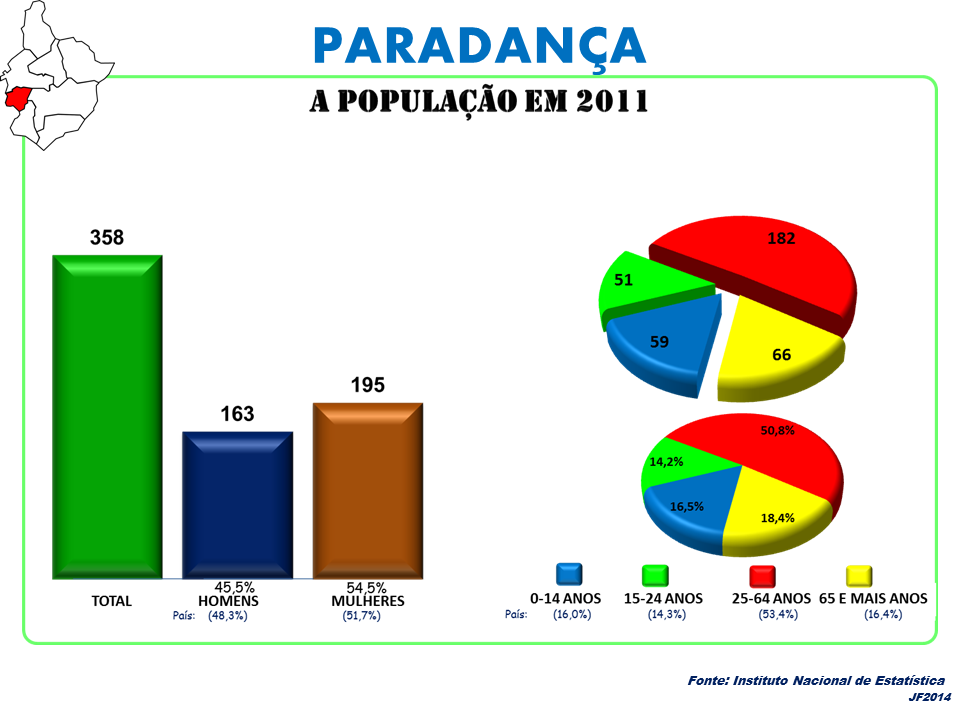
A População em 2011